# 混沌武士

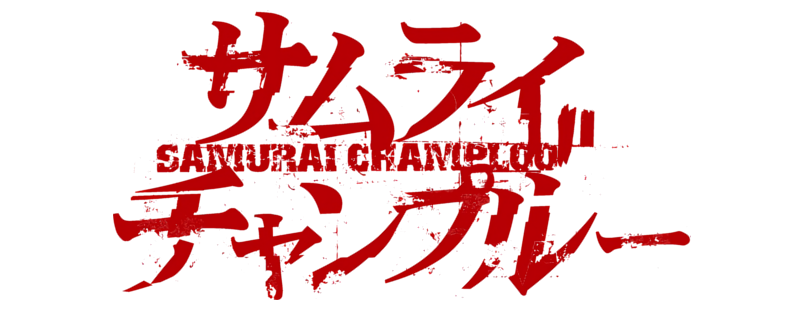
《混沌武士》徽標

《混沌武士》，是「manglobe」第一部日本動畫作品。故事背景是在日本的江戶時代末期，武士階級逐漸沒落的時期，但混合了許多現代的元素。本作獲得2004年第八屆日本新媒體動漫藝術節動畫部門推薦的作品。

## 故事

### 背景設定
故事背景是結合了現代文化的虛構江戶時代，故事中充斥許多外來語、青少年流行語和節奏口技的對白，也有許多引自歷史事件的人物與情節，例如島原之亂、鎖國、菱川師宣、宮本武藏等，但都出於故事需要而被改寫或重新詮釋。

### 劇情大綱
第一部 江戶篇（1～6）
女主角風在某次偶遇之下遇到了兩位正在流浪的武士，無幻與仁。結下樑子的兩人打算分出高下，而風斥喝兩人停戰，並委託兩人一起尋找有向日葵氣味的武士，三人就此踏上旅程。仁是無住心劍道場的弟子，因為殺死師父而屢遭其他弟子追殺，除此之外，他們的旅途也總是充斥刀光劍影。他們解決了兩個幫派之間的鬥爭，按照荷蘭東印度公司使節提供的線索前往長崎。
第二部 長崎篇（7～14）
三人出了箱根關所，沿途打工籌措旅費，經過濱松後，三人在海邊遇到無幻的舊識骸，他們同樣被流放的罪犯，曾結夥當過海盜。無幻再次接受骸的邀請參與搶劫，不料遭他陷害，死裡逃生之後，才知道仁、骸和自己同樣遭到骸的妹妹小坐設計，但他饒了小坐一命。
第三部 關西篇（15～26）
抵達大阪之後，三人因為遲遲找不到「有向日葵氣味的武士」而爭執，一度分道揚鑣，在兩人問清楚風的理由後，三人重修舊好。風得到了那位武士名為霞清藏的線索，她向兩人坦白該人就是拋棄自己的父親，且要在找到父親後打他一頓。三人在旅途中結識了瞽女沙羅，她因為孩子被人要脅而奉老中之命無幻和仁拔刀相向，儘管她的武藝遠超過兩人，但在知道自己只是遭到利用後，沙羅自願敗給了無幻。其後，官府再派出過去被稱為劍神的刈屋景時追殺仁，同時殺死參與島原之亂的霞清藏及其親族。
風抵達霞清藏所在的生月島。她被與無幻有仇的三兄弟擄為人質，負傷的無幻為了讓風脫困而棄械，之後險勝三兄弟。風終於找到了臥病在榻的霞清藏，他虛弱得令風無法下手，在風簡短交待自己和母親的消息後，霞清藏向女兒道歉，之後他被刈屋殺死。仁在與刈屋對決時，得知他便是使自己和師父反目的原因，運用了師父傳授的最終招式將其擊敗。
旅程告終的無幻與仁終於得以再戰，他們的刀在交鋒時雙雙斷裂，而兩人也放下了決鬥的念頭，成為了彼此的夥伴，隨後，三人分道揚鑣。

## 人物介紹
無幻（聲：中井和哉）
琉球出身的武士，性格陽剛、好女色（多次被騙）。很重視夥伴，和仁是死對頭。有一把造型特殊的武士刀作為武器，腳穿木屐，偶爾在戰鬥中也會派上用場。
仁（聲：佐藤银平）
個性冷靜、不多話，道場出身的武士，重視武士精神。臉上戴有一副眼鏡（無度數）。身上配有視如己出的兩把武士刀，但在戰鬥中只使用一把武士刀。因道場場主之死而被追殺。毫无烧菜做饭的才能。
風（聲：川澄綾子）
多愁善感、心思細膩，武士家出身的15歲少女。帶有一把粉色烤漆的武士刀，刀柄上有骰子及骷髏頭的掛飾，對風來說意義重大。有一隻叫做毛毛的寵物飛鼠。尋找有向日葵味道的武士。

## 製作團隊
- 原作 - Manglobe
- 監督 - 渡邊信一郎
- 主要劇本 - 小原信治
- 人物設計、主要原畫師 - 中澤一登
- OP演出 - 橋本カツヨ
- OP作畫 - 小池健
- 武器設計 - 前田真宏
- 美術監督 - 脇威志
- 色彩設計 - 鈴木依里
- 攝影監督 - 山田和弘
- 編輯 - 掛須秀一
- 旁白演出 - 柏倉努
- 音樂 - Tsutchie、fat jon、Nujabes、FORCE OF NATURE
- 製作人 - 濱野貴敏、河内山隆、里見哲朗
- 製作 - 富士電視台、Manglobe、下井草チャンプルーズ

## 主題曲

### 片頭曲
「battlecry」
作词：Shing02 / 音乐：Nujabes / Produced by Nujabes / 主唱：Nujabes feat.Shing02

### 片尾曲
「四季ノ唄」
作词, 音乐 & 主唱：MINMI / track produced by Nujabes / Produced by MINMI
「Who's Theme」（第十二話）
作词, 作曲：MINMI / track produced by Nujabes / Produced by MINMI
「YOU」（第十七話）
作词：Lori Fine (COLDFEET) / 音乐：tsutchie / 主唱：kazami
「FLY」（第二十三話）
作词：AZUMA RIKI (Small Circle of Friends) / 音乐：tsutchie / 主唱：AZUMA RIKI
「san francisco」（第二十六話）
主唱：MIDICRONICA

## 各話列表
富士電視台每週星期三晚上2點28分開始放送。第十八話以後改為BS電視台首播。
| 話數       | 標題                            | 腳本                | 分鏡                | 演出                  | 作畫監督                   | Cast |
| ---------- | ------------------------------- | ------------------- | ------------------- | --------------------- | -------------------------- | --- |
| 第一話     | Tempestuous Temperaments        | 小原信治            | 渡邊信一郎          | 渡邊信一郎            | 中澤一登                   | 渋井松之介：鄉里大輔 佐佐木竜二郎：河野靖 渋井友之進：矢部雅史 林：咲野俊介 菊蔵：西村知道 お吟：寺內順惠                     |
| 第二話     | Redeye Reprisal                 | 小原信治            | 赤根和樹            | 吉本毅                | 清水貴子                   | 佐佐木竜二郎：河野靖 蛍：勝生真沙子 鬼若丸：佐佐木誠二 犬山：土師孝也                                                         |
| 第三話     | Hellhounds for Hire (PART.1)    | 小原信治            | 村瀨修功            | 井之川慎太郎 三好正人 | 竹内進二                   | 力鋭：立木文彥 石松：大友龍三郎 お鈴：紗百合 宗介：山口眞弓 大吾郎：寶龜克壽 平太郎：柴田秀勝 店主：大竹宏 占い師：木内レイコ |
| 第四話     | Hellhounds for Hire (PART.2)    | 小原信治            | 片山一良            | 遠藤廣隆              | 谷口守泰 中本尚子          | 力鋭：立木文彥 石松：大友龍三郎 お鈴：紗百合 宗介：山口眞弓 大吾郎：寶龜克壽 平太郎：柴田秀勝 店主：大竹宏 占い師：木内レイコ |
| 第五話     | Artistic Anarchy                | 佐藤大              | 山本沙代            | 山本沙代              | 中井準                     | のこぎり万蔵：石塚運昇 菱川師宣：三木眞一郎 老棋士：塚田正昭 佐和：中澤彌生 店主：風間信彥 チンピラ：稻田徹 町娘：生天目仁美  |
| 第六話     | Stranger Searching              | 小原信治            | 須永司              | 吉村章                | 鈴木竜也 鈴木卓也          | 丈二：大塚芳忠 琵琶法師：丸山詠二 隱元和尚：渡部猛 古館伊知衛門：千葉一伸 井原西鶴：坂口哲夫                                  |
| 第七話     | A Risky Racket                  | 高木聖子            | 赤根和樹            | 吉本毅                | 清水貴子                   | 新輔：澀谷茂 お初：西宏子 小五郎：青森伸 大吉：小西克幸 彦一：室園丈裕                                                        |
| 第八話     | A Problematic Past              | 佐藤大              | 米谷良知            | 笹島啓一              | 竹内進二                   | 永光：山寺宏一 葡萄牙：川村万梨阿 小倉：風間勇刀 新八：AFRA                                                                   |
| 第九話     | Beatbox Bandits                 | 佐藤大              | 今石洋之            | 遠藤広隆              | 伊東伸高 中澤一登          | 若山鼠：関俊彥 青ハブ：江川央生 衣笠：神奈延年 紅トカゲ：檜山修之 足軽：福山潤 老山鼠：永井一郎                               |
| 第十話     | Lethal Lunacy                   | 待田堂子            | 大橋譽志光          | 吉村章                | 谷口守泰 中本尚子          | 瑞光：飯塚昭三 昇竜：速水獎 桃井誠四郎：麻生智久                                                                              |
| 第十一話   | Gamblers and Gallantry          | 高木聖子            | 山本沙代            | 山本沙代              | 中井準 石井ゆみこ          | 紫乃：鶴弘美 半次郎：西凜太朗                                                                                                 |
| 第十二話   | The Disorder Diaries            | 渡邊信一郎          | 渡邊信一郎          | 遠藤廣隆              | 山田正樹                   | のこぎり万蔵：石塚運昇 瑞光：飯塚昭三                                                                                         |
| 第十三話   | Misguided Miscreants (PART.1)   | 小原信治            | 片山一良            | 吉本毅                | 竹内進二                   | ムクロ：梁田清之 コザ：前田愛 シレン：成田劍                                                                                  |
| 第十四話   | Misguided Miscreants (PART.2)   | 小原信治            | 渡邊信一郎 村瀨修功 | 村瀨修功              | 伊東伸高 森下博光          | ムクロ：梁田清之 コザ：前田愛 シレン：成田劍                                                                                  |
| 第十五話   | Bogus Booty                     | 下船渡上段          | 中澤一登            | 中澤一登              | 谷口守泰 中本尚子          | 八葉：日高範子 半吉：森久保祥太郎 百地銀佐：中田讓治                                                                          |
| 第十六話   | Lullabies of the Lost (VERSE.1) | 信本敬子            | 近藤日葉            | 三好正人              | 中井準 石井ゆみこ          | オクル：大塚明夫 雪丸：佐佐木望                                                                                               |
| 第十七話   | Lullabies of the Lost (VERSE.2) | 杉良太              | 渡邊信一郎          | 遠藤廣隆              | 山田正樹 安彥英二 山下喜光 | オクル：大塚明夫 雪丸：佐佐木望                                                                                               |
| 第十八話   | War of the Words                | 佐藤大              | 山本沙代            | 山本沙代              | 山田正樹                   | 達之進：結城比呂 和之介：陶山章央 魚堀：龜山助清 文大：若本規夫                                                               |
| 第十九話   | Unholy Union                    | 高木聖子            | 須永司              | 遠藤廣隆              | 谷口守泰 中本尚子          | 百合：豐口惠 鈴吉：山口健 菊丸：坂口候一 黒井原：廣瀨正志 ザビエルIII世：小杉十郎太                                           |
| 第二十話   | Elegy of Entrapment (VERSE.1)   | 小原信治            | 片山一良            | 吉本毅                | 中井準 石井ゆみこ          | 沙羅：玉川紗己子 風車売り：咲野俊介                                                                                           |
| 第二十一話 | Elegy of Entrapment (VERSE.2)   | 小原信治            | 横山彰利            | 横山彰利              | 伊東伸高                   | 沙羅：玉川紗己子 風車売り：咲野俊介 マタギのジョニー：石原凡 喜三郎：古田信幸                                                 |
| 第二十二話 | The Cosmic Collisions           | 佐藤大              | 山本沙代            | 山本沙代              | 小森秀人 山下喜光          | シゲ：戶谷公次 風葉：長嶝高士 錆弐：諸角憲一 辺太：長島雄一 ナレーター：矢島正明                                              |
| 第二十三話 | Baseball Blues                  | 渡邊信一郎          | 岡村天齋            | 熨斗谷充孝            | 中澤一登 谷口守泰 中本尚子 | 影丸：古川登志夫 カートライト提督：Jamie Schyy ダブルディー：Ryan Drees 古館伊知衛門：千葉一伸 のこぎり万蔵：石塚運昇         |
| 第二十四話 | Evanescent Encounter (PART.1)   | 小原信治 渡邊信一郎 | 增井壯一            | 吉本毅                | 中井準 石井ゆみこ          | 刈屋景時：菅生隆之 馬之介：子安武人 伝鬼坊：難波圭一 真里谷円四郎：井上真樹夫                                                 |
| 第二十五話 | Evanescent Encounter (PART.2)   | 小原信治 渡邊信一郎 | 橫山彰利 增井壯一   | 中澤一登 恒松圭       | 中澤一登                   | 刈屋景時：菅生隆之 馬之介：子安武人 伝鬼坊：難波圭一 真里谷円四郎：井上真樹夫                                                 |
| 第二十六話 | Evanescent Encounter (PART.3)   | 渡邊信一郎          | 渡邊信一郎 横山彰利 | 渡邊信一郎 山本沙代   | 山田正樹 竹内進二 山下喜光 | 刈屋景時：菅生隆之 馬之介：子安武人 真里谷円四郎：井上真樹夫 善吉：清川元夢 霞清蔵：中田浩二                                  |

## 相關商品

### 漫畫
| 卷數   | 角川書店       | 角川書店           | 台灣角川       | 台灣角川              |
| 卷數   | 發售日期       | ISBN               | 發售日期       | ISBN                  |
| ------ | -------------- | ------------------ | -------------- | --------------------- |
| 第一卷 | 2004年8月1日   | ISBN 4-04-713653-0 | 2005年7月12日  | ISBN 978-986-729978-7 |
| 第二卷 | 2004年10月29日 | ISBN 4-04-713675-1 | 2005年12月27日 | ISBN 978-986-718993-6 |

2011年1月28日的廉價版漫畫單行本未收錄的番外篇，於德間書店TOKUMA FAVORITE COMICS書系發行。
便利商店廉價版將第1、2卷的漫畫內容整合為一本單行本。
- 2011年1月28日 ISBN 4-19-780485-7

### 雜誌書
- 「サムライチャンプルー」（由ロマンアルバム發行）
2005年6月6日、德間書店 ISBN 4-19-720238-5
收錄渡邊信一郎監督長時間訪談、渡邊監督×tsutchie對談、主要聲優見面會、中澤一登解說附錄設定資料集。

### 多媒體商品

#### 遊戲
- 「混沌武士HIPHOP Sidetracked（日语：サムライチャンプルー HIPHOPサムライアクション）」
2006年2月23日發售 (SLPS-25600)
PlayStation 2對應動作遊戲
預約特典「Rhythm Track CD」作曲、編曲 - 高田雅史、總收錄時間 - 43分42秒
- 「サムライチャンプルー」 2011年8月26日開始 GREE用/Mobage用
社交網絡遊戲

#### CD
勝利娛樂發行。
- 「アイの実」MINMI
2004年3月31日 (VICL-35623)
シングル、ED「四季ノ唄」收錄
- 「samurai champloo music record 『departure』」
2004年6月23日 (VICL-61411)
OP、ED收錄、Nujabes、Fat Jon的錄音帶收錄
- 「samurai champloo music record 『masta』」
2004年7月23日 (VICL-61412)
插入曲「YOU featuring kazami」收錄、tsutchie(SHAKKAZOMBIE)、FORCE OF NATURE的錄音帶收錄
- 「samurai champloo music record 『impression』」
2004年9月22日 (VICL-61453)
MINMI「Who's Theme」收錄、FORCE OF NATURE、Nujabes、Fat Jon的錄音帶收錄
- 「samurai champloo music record 『playlist』」
2004年9月22日 (VICL-61454)
tsutchie feat.AZUMA RIKI「FLY feat.AZUMA RIKI［SMALL CIRCLE OF FRIENDS］」收錄、tsutchie的錄音帶收錄

獨立音樂曲目發行。
- 「#501」MIDICRONICA
2005年4月27日 (SLI-004)
第二十六話 ED「san francisco」收錄

#### DVD
勝利娛樂發行。一卷收錄二話、全十三卷。
| 標題              | 發售日 / 規格編號         | 贈品                               |
| ----------------- | ------------------------- | ---------------------------------- |
| 巻之壱 Volume01   | 2004年8月21日 (VIBF-221)  | 附贈映像特典                       |
| 巻之弐 Volume02   | 2004年9月22日 (VIBF-222)  | 附贈映像特典                       |
| 巻之参 Volume03   | 2004年10月21日 (VIBF-223) | 不適用                             |
| 巻之四 Volume04   | 2004年11月21日 (VIBF-224) | 不適用                             |
| 巻之伍 Volume05   | 2004年12月16日 (VIBF-225) | 不適用                             |
| 巻之六 Volume06   | 2005年1月21日 (VIBF-226)  | 初回特典：FLYINGモモさん（紙工藝） |
| 巻之七 Volume07   | 2005年2月23日 (VIBF-227)  | 不適用                             |
| 巻之八 Volume08   | 2005年3月24日 (VIBF-228)  | 不適用                             |
| 巻之九 Volume09   | 2005年4月21日 (VIBF-229)  | 不適用                             |
| 巻之拾 Volume10   | 2005年5月21日 (VIBF-230)  | 不適用                             |
| 巻之拾壱 Volume11 | 2005年6月22日 (VIBF-231)  | 不適用                             |
| 巻之拾弐 Volume12 | 2005年7月21日 (VIBF-232)  | 不適用                             |
| 巻之拾参 Volume13 | 2005年8月24日 (VIBF-233)  | 不適用                             |

#### Blu-ray
Flying DOG發行。
- 「サムライチャンプルー」 BOX
2011年7月20日發售

### 機台

#### 柏青哥
- CRサムライチャンプルー（2008年、Taiyo Elec（日语：タイヨーエレック））
- CRサムライチャンプルー2（2011年、Taiyo Elec）
- CRサムライチャンプルー3（2013年、Taiyo Elec）

#### SLOT（斯洛）
- （2008年、NewGin（日语：ニューギン））
- （2011年、NewGin）
- （2014年、NewGin）